# Askaran
Askaran (armeni: Ասկերան, àzeri: Əsgəran; també, Khachen) és una vila de l'Azerbaidjan a uns 12 km al nord-est de Xankəndi.

## Història
S'hi van celebrar negociacions de pau entre Rússia i Pèrsia el 1810. Després dels guanys territorials al Caucas el 1805 els russos s'havien d'enfrontar a georgians rebels, otomans i perses i van intentar la pau amb Pèrsia. El 1809, després d'una derrota a Erevan el 1809, el governador militar rus a Geòrgia, general Ivan Vasilevich Gudovich fou substituït pel general Aleksandr Tormàssov que va enviar el baró Wrede per acordar un armistici, tot i l'oposició dels britànics, dels quals l'enviat era Sir Harford Jones, amic de Mirza Bozorg Qāemmaqām, visir de l'Azerbaidjan i hereu designat al tron qajar, va retardar les negociacions durant uns mesos. Finalment es va celebrar una reunió a Askaran. Mirza Boizirg hi va anar sortint de Tabriz el 5 d'abril de 1810. Hi va haver desacord sobre Mugan, Geòrgia i la frontera amb els otomans que van fer trencar les converses el 5 de maig de 1810.
En 1988 es produïren enfrontaments a la ciutat que foren una de les guspires que provocaren els enfrontaments ètnics entre armenis i àzeris que acabaren en la Guerra de l'Alt Karabakh.

## Galeria

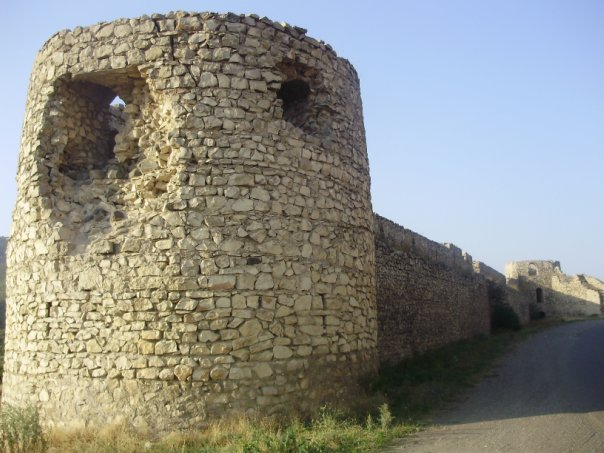
Fortalesa d'Askeran
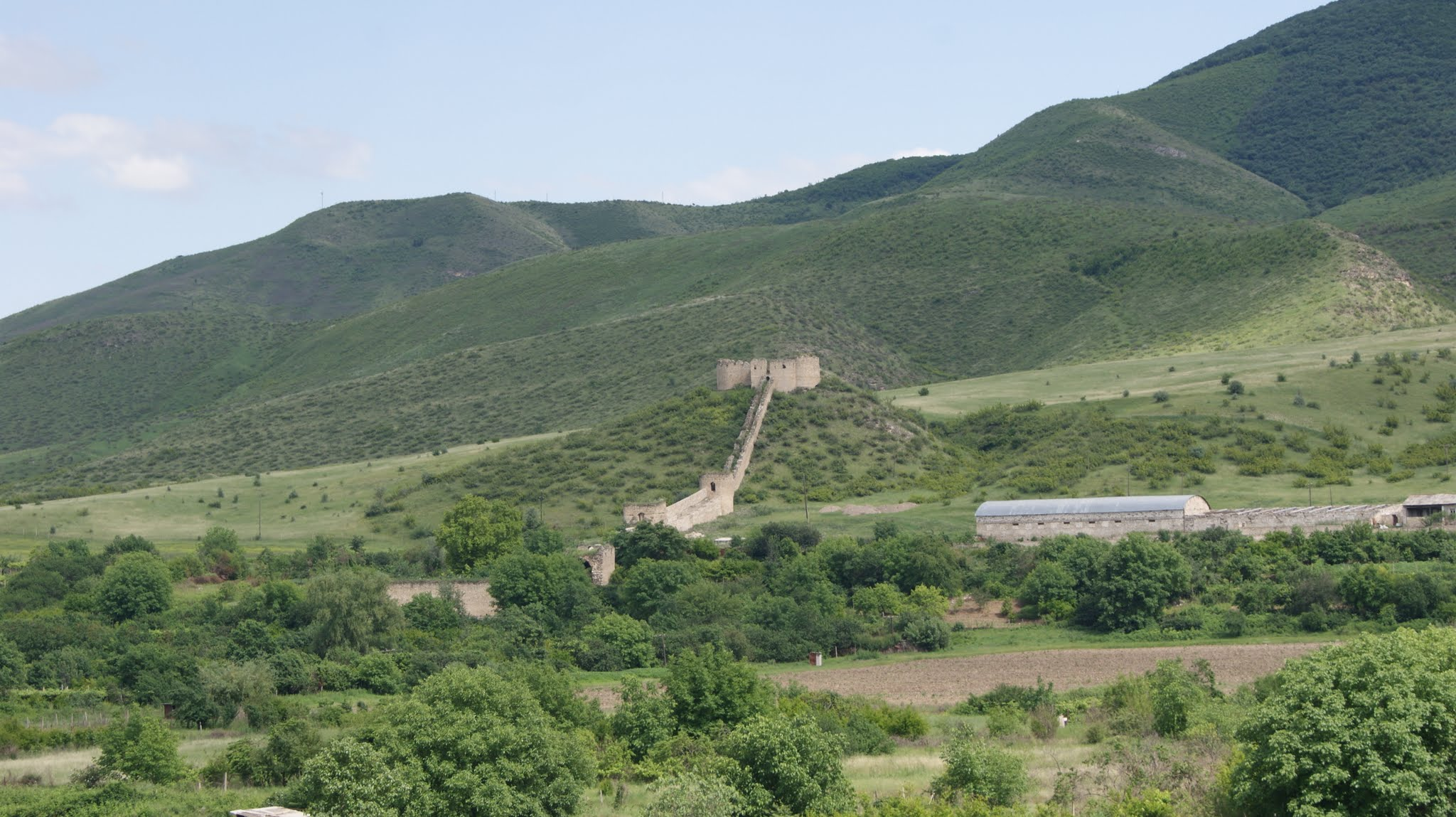
Vista de la Fortalesa d'Askeran
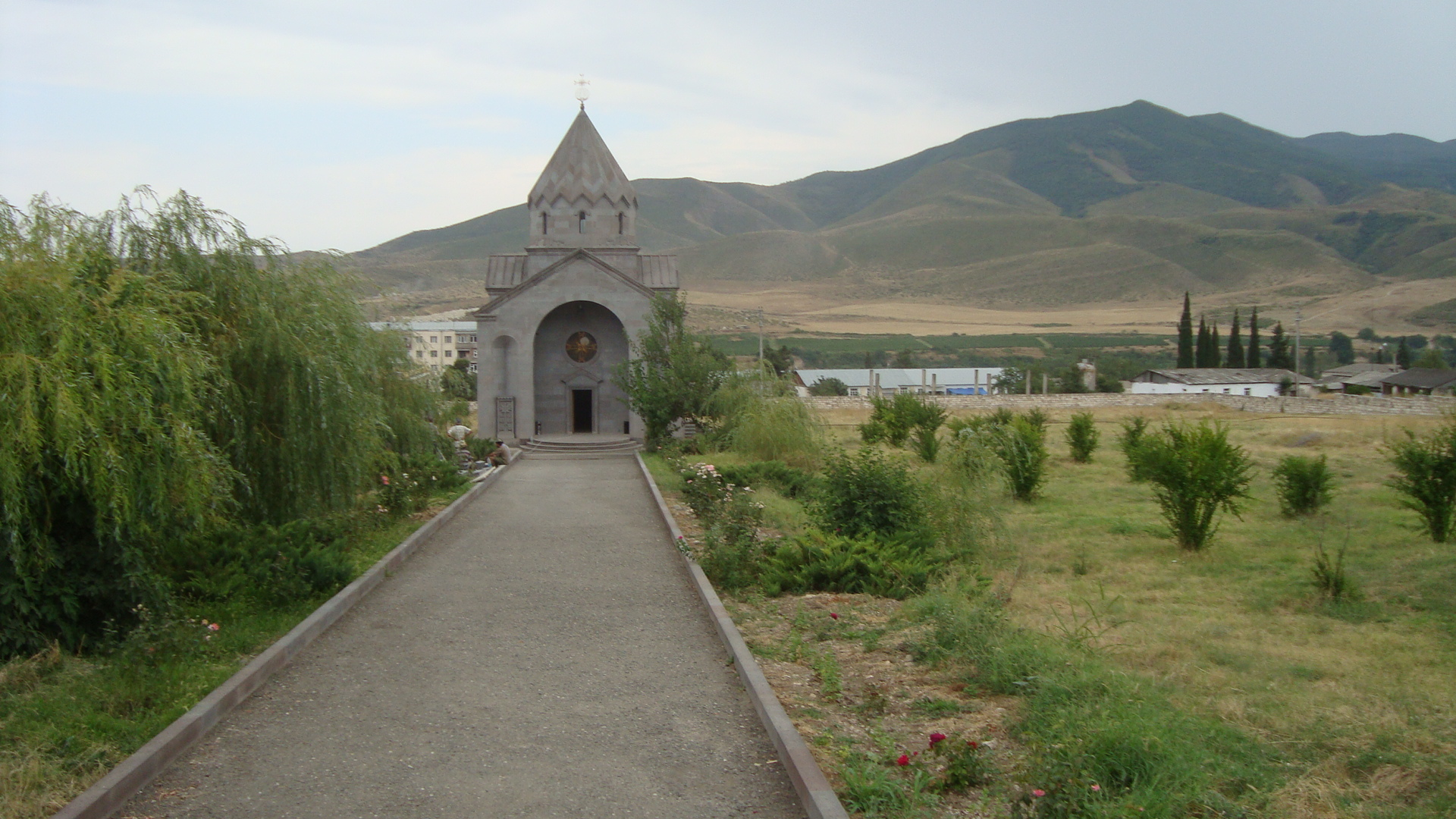
Església d'Askeran
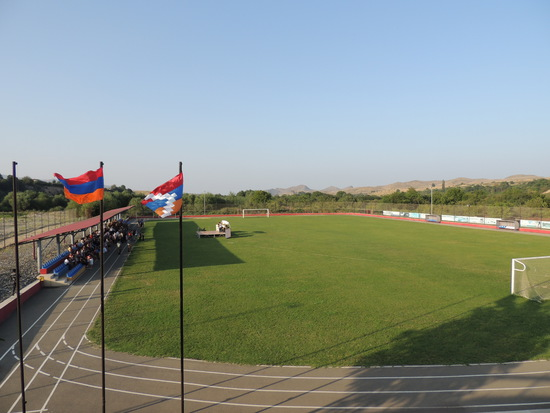
Estadi d'Askeran